# Rudgar de Trèves
Rudgar de Trèves, ou Routger (né vers 880, mort le 27 janvier 931 à Trèves), archevêque de Trèves en 915, fut en outre chancelier de Francie Occidentale de 916 à 923, puis chancelier de Francie orientale à partir de 925.

## Biographie
Rudgar, lettré issu d'une famille de chevaliers lorrains, fut appelé en 916 à la chancellerie de Charles III et y exerça jusqu'en 923. Il joua un rôle important dans les affaires de Lotharingie, notamment par la conclusion Traité de Bonn. Le roi de Francie Orientale Henri l’Oiseleur réunit en 925 la Lotharingie à la Francie orientale. En 927, Rudgar fut choisi comme chancelier de Francie Occidentale. Par suite des pillages des Normands et de l'invasion des Huns, sa préoccupation première fut la reconstruction et la réorganisation du Diocèse de Trèves. Il convoqua d'abord un synode régional, auquel assistèrent non seulement les évêques suffragant de Metz, Toul et Verdun mais aussi tous les clercs du diocèse métropolitain. L’archevêque imposa aux clercs un code de canons pour la bonne administration des domaines ecclésiastiques, en suivant de près le capitulaire de l’archevêque Raoul de Bourges (840-866). Dans l'échange épistolaire qu'il entretint ensuite avec ses clercs, il durcit encore les principes édictés par son droit canon. L’archevêque Rudgar conclut aussi plusieurs pactes et capitulations avec ses vassaux : en 928 il accordait par exemple une précaire au duc Gislebert de Lotharingie à Burgen sur la Moselle, désigné dans le traité comme « château du comté de Maifeld ». Rudgar mourut au début de 931 et fut inhumé dans une chapelle jouxtant l'église Saint Paulin de Trèves. Encore au XVIIe siècle on pouvait lire son nom, son titre d'archevêque et l'année de sa mort sur sa stèle funéraire. Cette chapelle fut ensuite consacrée à Sainte Walburge (Walpurgis).